# Крејг Дејвид
Крејг Ешли Дејвид (енгл. Craig Ashley David; 5. мај 1981) енглески је певач, текстописац, репер и музички продуцент. Прославио се својим дебитантским студијским албумом Born to Do It 2000. године.

## Дискографија
- Born to Do It (2000)
- Slicker Than Your Average (2002)
- The Story Goes... (2005)
- Trust Me (2007)
- Signed Sealed Delivered (2010)
- Following My Intuition (2016)
- The Time Is Now (2018)